# Север Неаполитанский
Север (умер в 409) — двенадцатый или четырнадцатый епископ Неаполя. День памяти — 29 апреля.
Святой Север был епископом Неаполя в период с 363 по 409 год. О жизни святого Севера мало что известно. Сохранилась его переписка со святым Амвросием Медиоланским от 393 года.  
Трудность епископского служения характеризуется сильной тягой народа к евангельскому слову, что привело к созданию различных молитвенных домов, в том числе базилики Сан-Джорджо Маджоре, в которой с тех времён сохранился престол, а также Неаполитанского баптистерий, считающегося одним из самых первых на Западе. В Неаполь были перенесены мощи его предшественника, святого Максима Неаполитанского.
Имя святого Севера также связано с известным «чудом святого Ианнуария».
Святой Север считается покровителем Неаполя, а также покровителем города и епархии Сан-Северо, Апулия. Его поминают 29 апреля, а также 25 сентября в Сан-Северо.